# Third Girl
Third Girl (A Terceira Moça, no Brasil / Poirot e a terceira inquilina ou A Suspeita, em Portugal) é um romance policial de Agatha Christie, publicado em 1966. 
É um caso investigado pelo detetive belga Hercule Poirot e também conta com a participação da escritora Ariadne Oliver.

## Enredo
Uma jovem chamada Norma Restarick procura Poirot para dizer-lhe que pensa que cometeu um homicídio. No entanto, ela vai embora logo em seguida, porque acha que ele é velho demais para ajudá-la.
Poirot tenta descobrir quem é a garota e, uma de suas primeiras descobertas, é que ela conhece a sua velha amiga Ariadne Oliver, autora de romances policiais. Ao refazer os passos da garota, Ariadne descobre que ela divide um apartamento em Londres com duas outras jovens(Claudia e Frances), por isso ser chamada de "terceira moça". Além disso, tem um pai e uma madrasta com os quais não tem um bom relacionamento, e um namorado suspeito, chamado David Baker.
Enquanto Poirot e Ariadne investigam, vêm à tona vários fatos sobre os amigos e familiares da moça, tramas paralelas, ligações, e mais mistérios. O detetive acha que todos os fatos são peças de um quebra-cabeça, porém não consegue formar o quadro completo e extrair a verdade.
Afinal de contas, quem morreu? E como? Foi mesmo ela quem matou? Se não, por que acredita que sim? O que há por trás de tudo isso?
Somente Hercule Poirot pode descobrir.